# Union Station (Chicago)

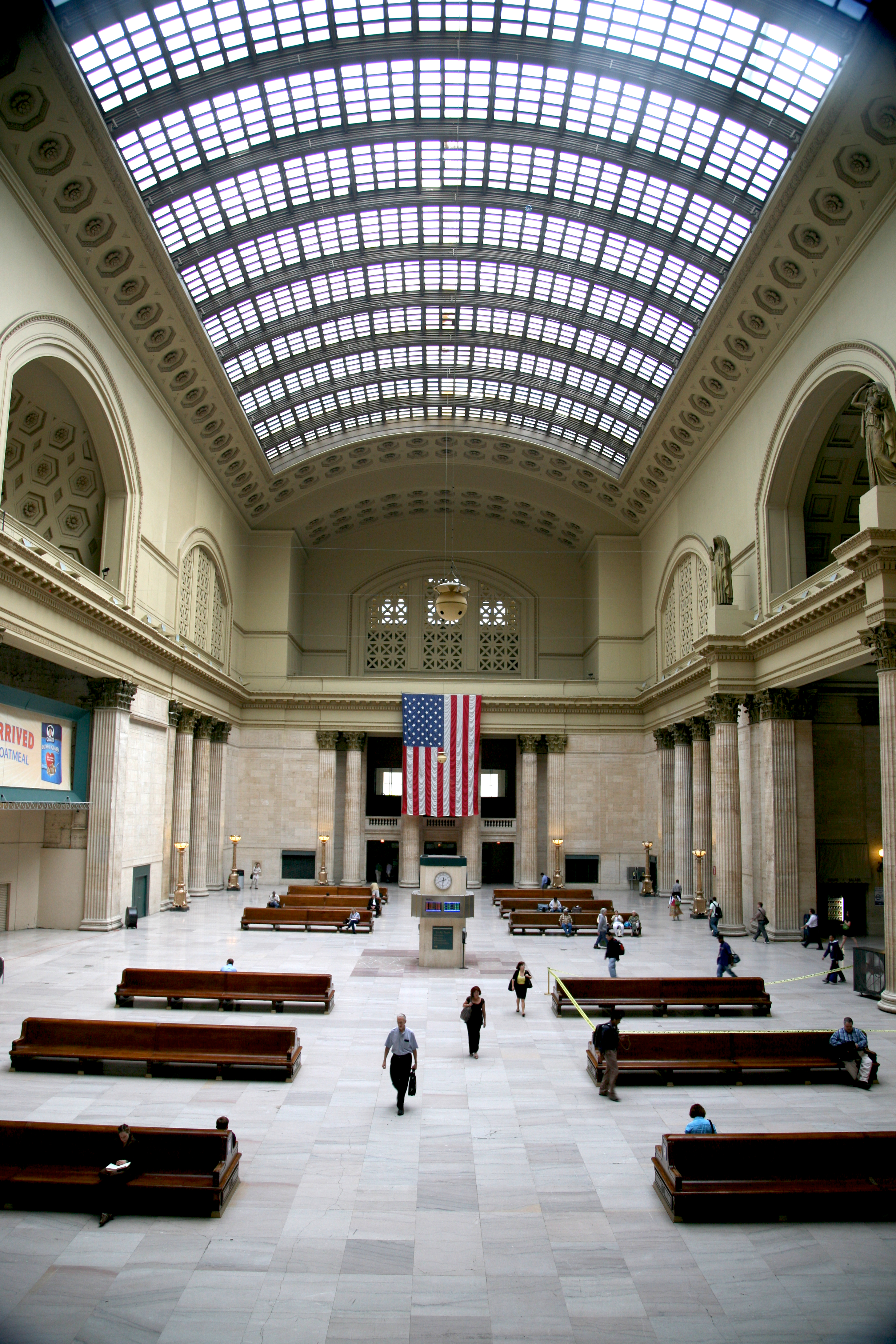
O átrio central da Union Station de Chicago.

A Union Station é a principal estação ferroviária de passageiros da cidade de Chicago, Illinois, maior cidade do meio-oeste americano e a terceira mais populosa do país. Serve tanto ao transporte suburbano de passageiros, ou seja, ao fluxo pendular, quanto ao transporte interurbano. Atualmente, desta estação não partem trens internacionais.

## Histórico

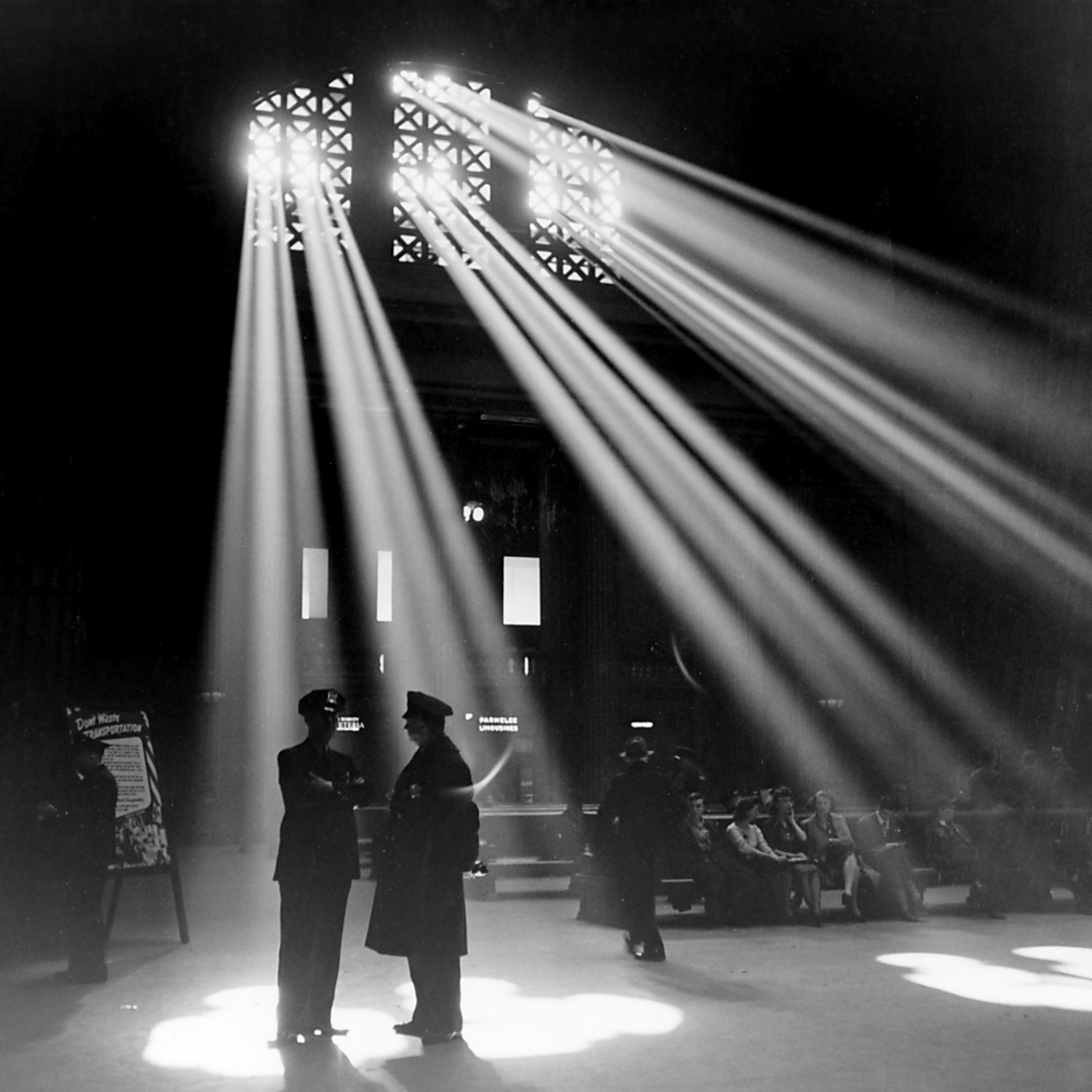
Imagem histórica do átrio da estação, datada de 1943

A estação atual foi inaugurada em 1925, substituindo um edifício anterior que recebia o mesmo nome, edificado em 1881. Originalmente, servia a cinco companhias ferroviárias privadas, as quais a edificaram conjuntamente e compartilhavam suas instalações:
- Pennsylvania Company (subsidiária da Pennsylvania Railroad)
- Chicago, Burlington and Quincy Railroad
- Michigan Central Railroad
- Chicago and Alton Railroad
- Chicago, Milwaukee and St. Paul Railway (The Milwaukee Road)

O projeto da estação atual é do arquiteto Daniel Burnham falecido antes do término da obra. Em consequência disto, o escritório Graham, Anderson, Probst and White completou o projeto iniciado por Burnham. As obras iniciaram-se em 1913 e a estação foi inaugurada 12 anos depois, em 16 de maio de 1925. A construção foi diversas vezes interrompida, devido a greves e à Primeira Guerra Mundial.

Atualmente, as companhias ferroviárias que atuam na estação são a Amtrak e a Metra, ambas estatais, sendo a primeira federal e a segunda estadual.

## Serviços

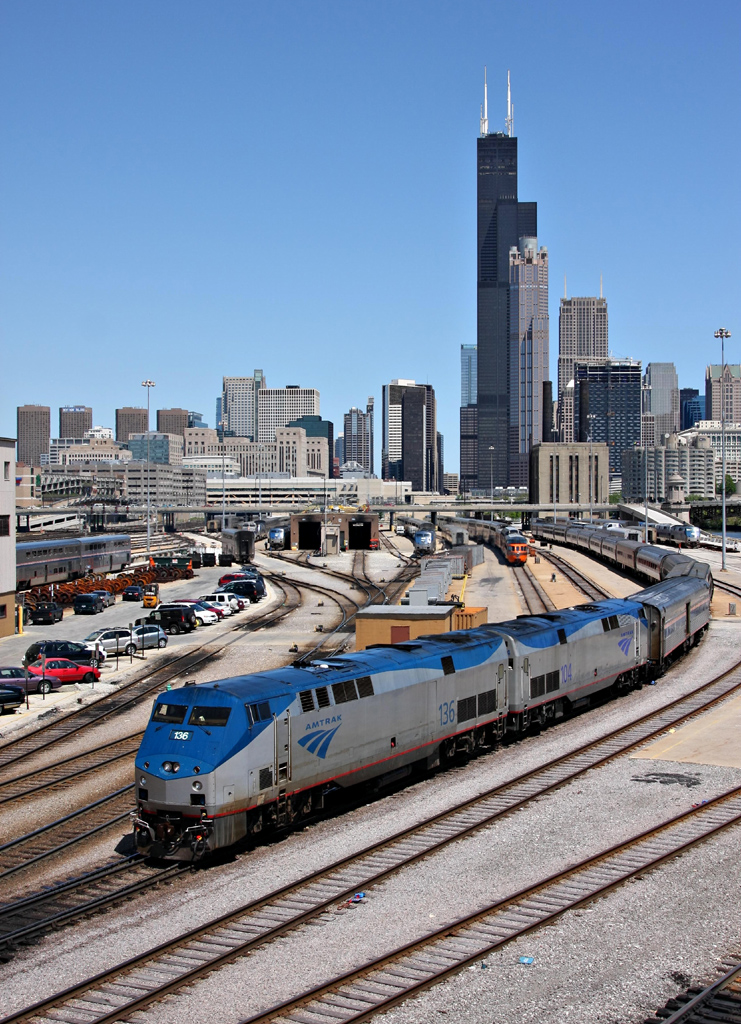
Comboio do serviço Lake Shore Limited chegando à Union Station.

Os serviços que restringem-se à região metropolitana de Chicago, bem como a cidades relacionadas ao fluxo pendular de trabalhadores para a cidade de Chicago são proporcionados pela Metra. Já os serviços interestatuais de longa distância são oferecidos pela Amtrak. Como atualmente não há serviços de passageiros efetivamente transcontinentais nos Estados Unidos, a cidade de Chicago, por meio da Union Station, serve como o grande ponto nodal das linhas de passageiros operadas pela Amtrak. Tal fato é alvo de críticas, já que representaria um afunilamento inconveniente da rede.

### Serviços Metra
- North Central Service para Antioch, Illinois.
- Milwaukee District/North para Fox lake, illinois.
- Milwaukee District/West para Elgin e Big Timber Road, Illinois.
- BNSF Railway para Aurora, Illinois.
- Heritage Corridor para Jolliet, Illinois.
- SouthWest Service para manhattan, Illinois.[3]

### Serviços Amtrak
- California Zephyr para Emeryville, nos arredores de São Francisco. Serviço diário com 51 horas de duração que percorre 3.924km passando por regiões desérticas, pradarias e pelas Montanhas Rochosas.[4]
- City of New Orleans para Memphis e Nova Orleães. Serviço diário com 19 horas de duração.[5]
- Empire Builder para Seattle
- Hiawatha Service para Milwaukee
- Illini para Carbondale
- Saluki para Carbondale
- Illinois Zephyr para Quincy
- Carl Sandburg para Quincy
- Capitol Limited para Washington, D.C.
- Cardinal para Nova Iorque
- Hoosier State para Indianapolis
- Southwest Chief para Los Angeles
- Texas Eagle para San Antonio e Los Angeles.
- Lake Shore Limited para Boston e Nova Iorque
- Pere Marquette para Grand Rapids
- Wolverine para Detroit e Pontiac
- Blue Water para Port Huron
- Lincoln Service para  St. Louis